# Noche de los Bastones Largos
La Noche de los Bastones Largos fue el desalojo por parte de la Dirección General de Orden Urbano de la Policía Federal Argentina, el 29 de julio de 1966, de cinco facultades de la Universidad de Buenos Aires (UBA), en Argentina, ocupadas por estudiantes, profesores y graduados, en oposición a la decisión del gobierno de facto de intervenir las universidades y anular el régimen de gobierno de las mismas.
El hecho fue bautizado así por el periodista Sergio Morero, autor del libro homónimo publicado en 1996.

## El hecho

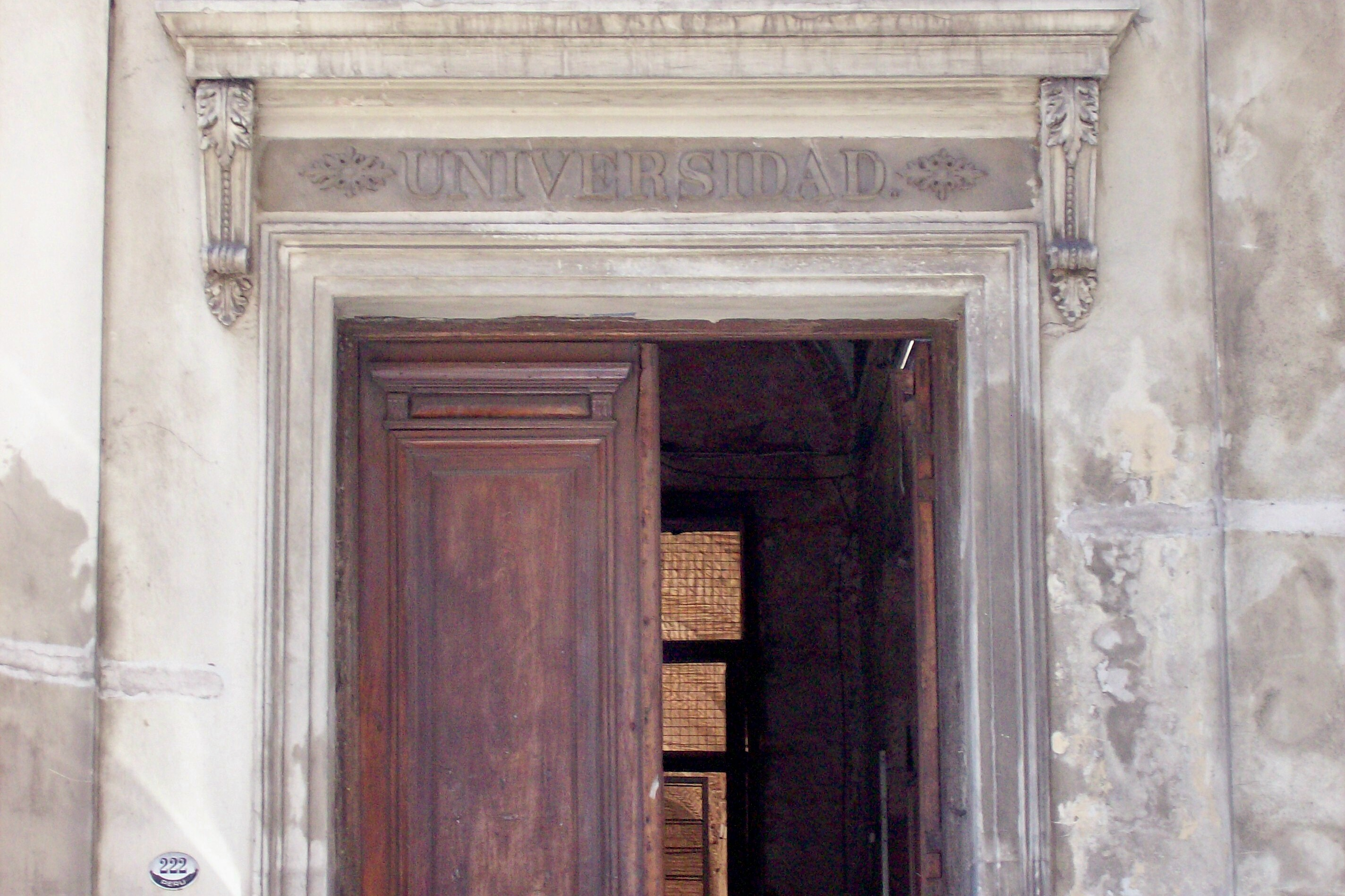
Puerta exterior (calle Perú n.º 222) de lo que fue una de las entradas a la Facultad de Ciencias Exactas, Físicas y Naturales de la UBA.

El 28 de junio de 1966, el teniente general Juan Carlos Onganía había derrocado el gobierno democrático de Arturo Umberto Illia dando inicio a la Revolución Argentina. Las universidades públicas argentinas estaban entonces organizadas de acuerdo a los principios de la Reforma Universitaria, que establecían la autonomía universitaria del poder político y el cogobierno tripartito de estudiantes, docentes y graduados.
Los conflictos entre la Universidad y las Fuerzas Armadas venían desde antes del golpe. El año anterior, durante la conmemoración al General Julio Argentino Roca por el aniversario 51° de su fallecimiento, estudiantes universitarios lanzaron monedas a Onganía desde el balcón de la Facultad de Ciencias Exactas. Asimismo, por disposición de dos de sus nueve miembros del Consejo Superior, la UBA fue la única institución civil que se pronunció en contra del golpe de estado, sin contar a la Unión Cívica Radical.
Las Universidades Nacionales eran consideradas las principales promotoras de una cultura disolvente y atea, de la “falsa modernidad” donde anidaba la subversión.  Bajo tal perspectiva, se creía necesario “extirpar” esa subversión, aunque significase sacrificar la calidad académica.
La represión fue particularmente violenta en las facultades de Ciencias Exactas y Naturales y de Filosofía y Letras de la Universidad de Buenos Aires.
La Policía Federal Argentina, que se encontraba bajo intervención militar desde el 28 de junio de 1966, tenía órdenes de reprimir duramente. El nombre del hecho proviene de los bastones largos usados por efectivos policiales para golpear con dureza a las autoridades universitarias, los estudiantes, los profesores y los graduados, cuando los hicieron pasar por una doble fila al salir de los edificios, luego de ser detenidos.
En el caso de la intervención a la Facultad de Ciencias Exactas, Rolando García, el decano en ese entonces, se hallaba con el vicedecano, Manuel Sadosky, cuando entraron los policías, y salió a recibirlos, diciéndole al oficial que dirigía el operativo: 

¿Cómo se atreve a cometer este atropello? Todavía soy el decano de esta casa de estudios.

Un corpulento custodio le golpeó entonces la cabeza con su bastón. El decano se levantó con sangre sobre la cara, y repitió sus palabras: el corpulento repitió el bastonazo por toda respuesta.

El relato de Rodolfo Busch, en ese entonces director del Departamento de Química Física, Inorgánica y Analítica de la Facultad de Ciencias, es ilustrativo de lo ocurrido aquella noche.
“Se oye ruido de madera al romperse y estampidos que parecen provenir del patio. (...) Se oyen gritos y una especie de ladridos, como órdenes ladradas. Empiezan a sentirse los gases lacrimógenos. Poco a poco, la atmósfera se vuelve irrespirable. (...) Trato de proteger a la ex-consejera, ya estamos entre policías armados hasta los dientes, con bastones y cascos, que golpean, gritan e insultan mientras nos arrean hasta el patio. En la escalera hacen zancadillas y aprovechan para golpear. Está oscuro y ha llovido. Tengo los ojos a la miseria. No sé cómo no pierdo pie. Tienen apretujada a la gente, las manos en alto, contra la pared que da al subsuelo de genética. Debe haber de cuatro o cinco en fondo por un frente de quince o veinte. Allí siguen los golpes y los insultos. Se oyen los golpes. Qué mirás vos, hijo de puta. Bastonazos a la cabeza. Al que apoye las manos en la pared le reviento los dedos. Golpes. Órdenes ladradas. Más arriba las manos. Al primero que las baje lo bajamos. Quiero ver sangre hoy. Matalo a ese hijo de puta. Terminalo. Golpes. ¿Están listos los pelotones de fusilamiento? Atorrantes. Hijos de puta. Alguien es perseguido por dos o tres. Golpes. Ladridos. Matalo. Quiero ver sangre. Dónde andará la ex-consejera. Dónde andará Simón. Parece que le pegan. Dónde andará Ambrose. (...) A estos brutos que ladran, patean, insultan y golpean, ¿los guardarán en jaulas? ¿Tendrán esposas, hijas, madres? Imposible”.
Fueron detenidas en total 400 personas y destruidos laboratorios y bibliotecas universitarias. Para algunos, la intervención fue una “gran vendetta contra Exactas”. Según cuenta Hilario Fernández Long, el hijo de un importante general estudiaba en la facultad de Ciencias Exactas, Físicas y Naturales y le gustó tanto el ambiente que se hizo comunista, hecho por el cual el general nunca perdonó a su decano, Rolando García. 
La postura del gobierno consistió en minimizar lo ocurrido, puesto que sólo había habido 150 detenidos y 50 lesionados, adjudicando la responsabilidad a “algunos grupos de activistas”. En esa línea, “en un comunicado de la Presidencia de la República del 2 de agosto, se expresa que los efectivos de seguridad debieron actuar en Arquitectura y Ciencias Exactas porque alumnos, profesores y autoridades resistieron las órdenes de desalojo". No obstante el comunicado reconoce que se debió recurrir a la fuerza”.

## Renuncias, cesantías y emigración de profesores e investigadores
En los meses siguientes cientos de profesores fueron despedidos, renunciaron a sus cátedras o abandonaron el país. Unos 70.000 estudiantes no corrieron con la misma suerte. La mayoría vio frustradas la promesa de rápido ascenso social y sus ambiciones reformistas. Algunos se convencieron de que sólo una acción igualmente violenta, de signo inverso, modificaría la situación. La radicalización de estos jóvenes y viraje cada vez más notorio a la izquierda se reflejaría luego en el Cordobazo.
En total emigraron 301 profesores universitarios; de ellos 215 eran científicos; 166 se insertaron en universidades latinoamericanas, básicamente en Chile y Venezuela; otros 94 se fueron a universidades de Estados Unidos, Canadá y Puerto Rico; los 41 restantes se instalaron en Europa. La Fundación Ford organizó un operativo de rescate para reubicar a los profesores opositores al nuevo contexto universitario en universidades norteamericanas y sudamericanas vinculadas económicamente a la Fundación, como era el caso de la Universidad de Chile.

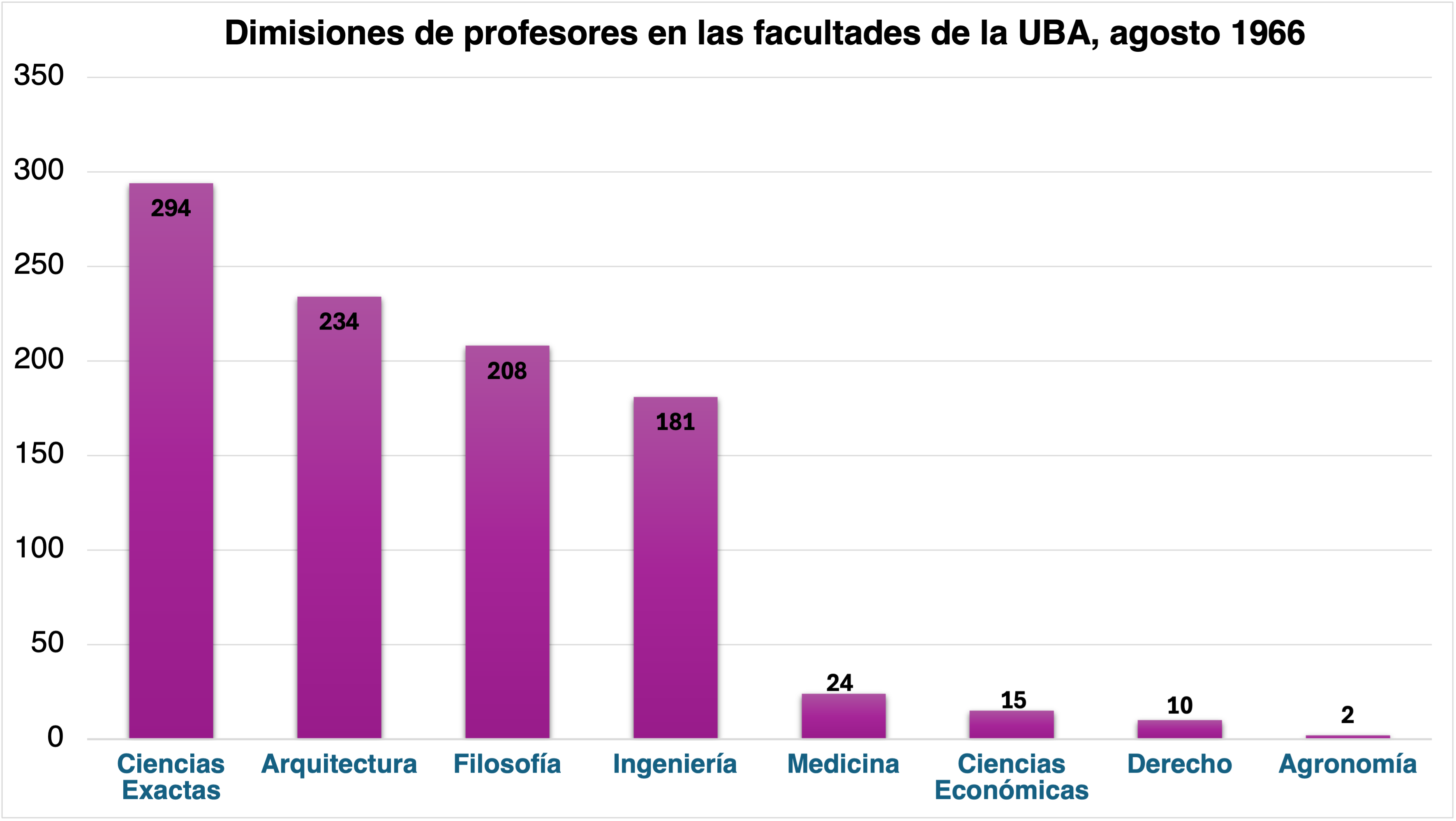
Dimisiones profesores UBA, agosto 1966

De acuerdo con los datos que reportó la revista Primera Plana, 968 profesores de distintas facultades de la UBA rechazaron la intervención y renunciaron. Estos representaban aproximadamente el 14% de todo el cuerpo docente, que en total abarcaba a 7.000 profesores de todas las categorías. Asimismo, la revista informa cómo estuvieron distribuidas las renuncias entre las diversas facultades. De esta manera, se observa una distribución fuertemente sesgada que concentra la mayoría de sus casos entre las facultades de Ciencias Exactas, Arquitectura, Filosofía e Ingeniería (917 dimisiones entre estas cuatro).
No obstante, debe notarse que no todas las investigaciones realizadas brindan la misma cantidad de profesores y/o personal que fue expulsado o renunció. Una investigación estimó en 1378 los docentes renunciantes de la UBA, que representaban un 22,4% del cuerpo de profesores y ayudantes. Otro estudio elaborado por el Consejo Superior de la Universidad identificó 1106 trabajadores entre renunciantes, cesanteados y expulsados.
En algunos casos equipos completos fueron desmantelados. Es lo que sucedió con Clementina, la primera computadora de América Latina, que había sido construida por Ferranti (del Reino Unido). Renunciaron y emigraron los 70 miembros del Instituto de Cálculo de Ciencias Exactas, donde era operada. Lo mismo sucedió con el Instituto de Radiación Cósmica, que fue desmantelado.
Algunos de los profesores e investigadores afectados fueron, en orden alfabético:
- Sergio Bagú (1911-2002), historiador y sociólogo.
- Adolfo Rafael Chamorro (1914-2006), arquitecto,  Decano de la Facultad de Arquitectura y Urbanismo de La Plata, quien fuera profesor titular de la cátedra de Construcciones, en la Universidad de Buenos Aires.
- Risieri Frondizi (1910-1985), filósofo y exrector de la UBA.
- Rolando García (1919-2012), epistemólogo, físico, meteorólogo, fue el decano que enfrentó la toma de la Facultad de Ciencias Exactas. En el exilio desarrolló la epistemología genética, junto a Jean Piaget. Exiliado.
- Catherine Gattegno Cesarsky, astrónoma.
- Félix González Bonorino, geólogo.
- Tulio Halperín Donghi (1926-2014), historiador de América Latina.
- Amílcar Herrera (1920-1995), geólogo.
- David Jacovkis, egresado y doctorado en Química en la facultad de Ciencias Exactas de la UBA (1942).
- Eugenia Kalnay (1942-), meteoróloga.
- Gregorio Klimovsky (1922-2009), epistemólogo.
- Telma Reca (1904-1979), Dra. en Medicina. Médica Psiquiatra Infantojuvenil, directora del Instituto de Psicología Evolutiva, cesanteada.
- Juan G. Roederer (1929-), físico a cargo del Instituto de Radiación Cósmica.
- Manuel Sadosky (1914-2005), que había introducido la computación en el país.
- Mariana Weissmann (1933-), física atómica.

La noche del 29 de junio fue el inicio de una serie de persecuciones y purgas que se prolongará por más de 15 años. Fue el fin de Eudeba. Como consecuencia, Boris Spivacow fundó en el mismo año el Centro Editor de América Latina, que sirvió para la difusión cultural y científica. De hecho, esta represión en los ámbitos públicos contrastó con la explosión de la actividad editorial privada.
El impacto de lo ocurrido fue tal, que un grupo de sociólogos reunidos en el Congreso Internacional de Sociología en Evian, Francia, el 11 de septiembre de 1966, enviaron un telegrama a Onganía.

“Los abajo firmantes, un grupo de sociólogos, nos sentimos profundamente afectados por la acción llevada a cabo contra las universidades argentinas y queremos expresar nuestra protesta por las brutalidades cometidas contra profesores y estudiantes. Queremos, también, expresar nuestra solidaridad con las exigencias de los profesores argentinos por el restablecimiento de la libertad académica, el autogobierno democrático de las universidades y su autonomía completa. Pedimos que se reintegre a sus puestos académicos a todos los profesores que han renunciado, sin ninguna clase de discriminación política, religiosa o ideológica. FInalmente, pedimos a las actuales autoridades argentinas que restablezcan en las universidades las condiciones adecuadas para que los profesores renunciantes reanuden sus obligaciones académicas o científicas. Si su gobierno no llegara a crear esas condiciones se causaría un daño irreparable a las universidades argentinas y a todo el país para muchos futuros”.

## Desmantelamiento de la universidad reformista
Con la intervención del gobierno militar a las universidades se aplicó una estricta censura en los contenidos de enseñanza universitaria y se desmanteló un proyecto reformista de universidad científica de excelencia, sobre la base de la estrecha vinculación entre investigación y docencia.Se designó al Dr. Luis Botet como rector interventor de la Universidad de Buenos Aires. Ejerció el rectorado hasta 1968, en un contexto marcado por el avance del autoritarismo en la universidad. 
En el ámbito universitario se generó un debate entre politizados y cientificistas. Además de las aspiraciones profesionales y nacionalistas, también hubo quienes, dentro de la Universidad apoyaron la intervención antisubversiva, como la Facultad de Derecho. Los profesores y estudiantes más activos relegaron ciertos intereses académicos para la defensa de una mayor lucha revolucionaria, considerando reaccionario todo lo que no tuviera ese objetivo.. El hecho está considerado como una referencia central de la decadencia cultural y académica, y de la fuga de cerebros, en Argentina.

## Impacto en la prensa
El diario “Última Hora” publicó el 29 de julio: “Suspendieron la autonomía universitaria” en relación a la nueva ley del Poder Ejecutivo. 

La Secretaría de Estado podrá resolver situaciones en los casos que afecten a la paz y al orden interno de las universidades y a sus armónicas relaciones con el gobierno nacional. Además se establece que los centros o agrupaciones estudiantiles deberán abstenerse de realizar actividades políticas, indicándose que la violación a tal prohibición autorizará a su disolución.

El diario Crónica redactó el 30 de Julio: “Onganía: “Disuelvese el Consejo Superior Universitario”. El artículo enumeró las nuevas directivas del gobierno; los decanos y autoridades universitarias mantendrían su poder administrativo si se encontraban en sus funciones al momento de publicarse la ley, sino, serían reemplazados definitivamente por otras autoridades y se otorgó mayores facultades al ministerio de Educación. 
El diario también menciona la dimisión del rector y los decanos. Luego de la publicación de la ley, se advirtió una intensa actividad en la Universidad Nacional de Buenos Aires. Ante la prensa, el rector de la Universidad, Hilario Fernández Long, decidió renunciar a sus funciones de administración. Seguido a él, otros secretarios y el prosecretario general, Mario de Marzana, solicitaron también sus renuncias. Al día siguiente, se anunció en la prensa el cese temporal de actividades universitarias.
Con el paso de los días, las notas periodísticas fueron aumentando en brevedad. El 2 de agosto, Crónica anunció la vuelta a clases en las Universidades del Sur, Nordeste y Cuyo. El 3 de agosto, redactó en su portada: “No es Propósito del Gobierno Avasallar su Autonomía. Lo afirma un Comunicado del Ministerio del Interior. Revisarán las normas en Vigor. Eliminarán las Causas de Acción Subversiva. Criterio para designar profesores: Dentro de la más alta Jerarquía”. 
En un artículo de opinión titulado “El fin y los medios”, el periodista Mariano Grondona hacía pública su perspectiva del acontecimiento en Primera Plana. Allí señala que el fin de la reforma era compartido tanto por el gobierno como por los profesores. En ese sentido lo ocurrido no habría sido más que un “gran malentendido”. Sin embargo, sostiene que no fue acertado el colocar a la universidad como una “fuerza adversaria”, mostrándose crítico de la represión estatal.

Lo que ocurrió el 29 de julio contradijo el curso natural de las cosas: se comenzó en efecto, por la ejecución pura, sin el marco de la ley y sin la definición previa de los objetivos. La intervención dejó así de ser instrumental para convertirse en represiva… (...) Si este proceso no se detiene de inmediato, algunas Facultades desaparecerán como moradas de un alto nivel científico: esto ocurrirá con Ciencias Exactas y Naturales y, en gran medida, con Ingeniería y Arquitectura. Si pensamos que éstas son las Facultades técnicas de las que depende esencialmente la modernización de la Argentina, es fácil comprender el gravísimo daño que la intervención puede causar, en su mismo comienzo, al futuro de la Nación.

La culpa concurrente: Lo paradójico, lo dramático, es que tanto el Gobierno como la mayoría de los profesores que ahora se alejan compartían el fin: la reforma de la Universidad para acentuar en ella la autoridad, el esfuerzo científico y técnico, la despolitización la inmunidad contra ideologías extremas. Nos hallamos entonces ante un gran malentendido que urge superar. (...) Y los profesores universitarios, movidos por una reacción humanamente explicable, se apresuran, quizás, al renunciar. En la Argentina hay que quedarse. Siempre. (...) Es nuestro país y es nuestra empresa; no tenemos ni figura ni destino fuera de ella. (...) La culpa del gobierno fue no comprender la sensibilidad universitaria. (...) No se puede enfrentar a la Universidad como a una fuerza adversaria o como a una repartición en rebeldía. (...) Lo que ha ocurrido en la Universidad, si se corrige, quedará como una anécdota sin consecuencias. (...) A la par que aventamos de ella las malas influencias y las estructuras obsoletas, tenemos que salvar a la Universidad: tenemos que impedir que se disperse el enorme capital de inteligencia, de estudio, de paciente formación que ella encierra, si no queremos perder muchos años en una reconstrucción tan dolorosa como inutil.

## Reconocimiento y memoria

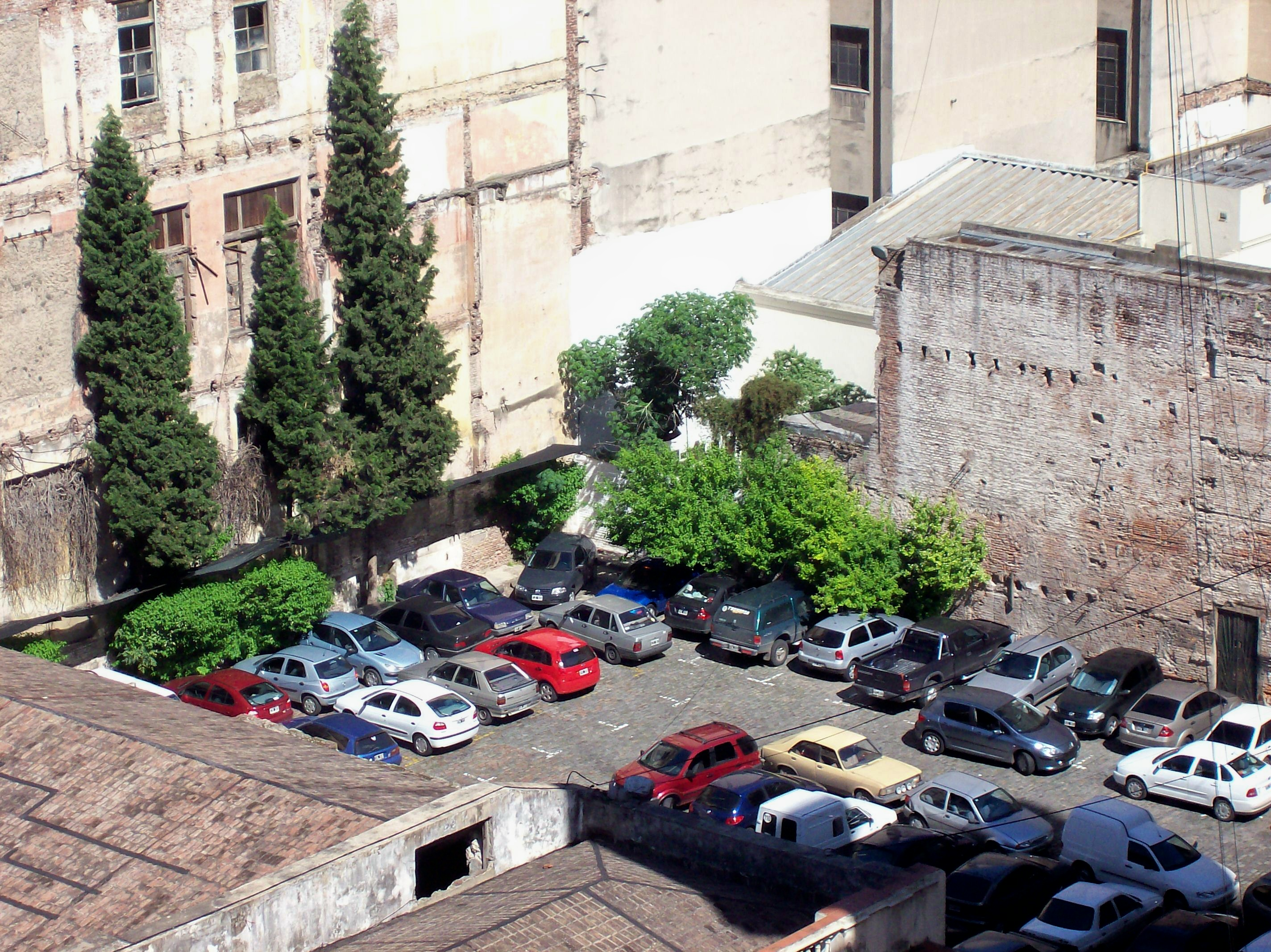
Solar actualmente ocupado por una playa de estacionamiento en el que se encontraba la facultad de Exactas y Arquitectura de la UBA.

En julio de 2005 la Federación Universitaria Argentina entregó diplomas de reconocimiento a los 70 profesores universitarios que renunciaron en 1966 a sus cátedras en la Facultad de Agronomía de la UBA.
En 2004 el director de cine Tristán Bauer estrenó una película con el título "La noche de los bastones largos: el futuro intervenido".
El 8 de septiembre de 2010, el unitario televisivo "Lo que el tiempo nos dejó" presentó un capítulo referido a "La noche de los bastones largos".

## El testimonio del estadounidense Warren Ambrose
El 30 de julio de 1966 se publicó en la edición matutina del periódico The New York Times una carta al editor enviada por Warren Ambrose, profesor de matemáticas en el Instituto Tecnológico de Massachusetts y en la Universidad de Buenos Aires. Ambrose fue testigo y víctima del ingreso violento de fuerzas policiales a la Facultad de Ciencias Exactas, durante la Noche de los Bastones Largos. A continuación se reproducen dos párrafos de dicha carta.

Entonces entró la policía. Me han dicho que tuvieron que forzar las puertas, pero lo primero que escuche fueron bombas que resultaron ser gases lacrimógenos.  Luego llegaron soldados que nos ordenaron,  a gritos, pasar a una de las aulas grandes, donde se nos hizo permanecer de pie, contra la pared, rodeados por soldados con pistolas, todos gritando brutalmente (evidentemente estimulados por lo que estaban haciendo –se diría que estaban emocionalmente preparados para ejercer violencia sobre nosotros-). Luego, a los alaridos, nos agarraron a uno por uno y nos empujaron hacia la salida del edificio. Pero nos hicieron pasar entre una doble fila de soldados, colocados a una distancia de 10 pies entre sí, que nos pegaban con palos o culatas de rifles, y que nos pateaban rudamente, en cualquier parte del cuerpo que pudieran alcanzar. Nos mantuvieron incluso a suficiente distancia uno del otro de modo que cada soldado pudiera golpear a cada uno de nosotros.  Debo agregar que los soldados pegaron tan duramente como les era posible y yo (como todos los demás) fui golpeado en la cabeza, en el cuerpo, y en donde pudieran alcanzarme. Esta humillación fue sufrida por todos nosotros -mujeres, profesores distinguidos, el decano y el vicedecano
de la Facultad, auxiliares docentes y estudiantes-. Hoy tengo el cuerpo dolorido por los golpes recibidos, pero otros, menos afortunados que yo, han sido seriamente lastimados.

No tengo conocimiento de que se haya ofrecido ninguna explicación por este comportamiento. Parece simplemente reflejar el odio del actual gobierno por los universitarios, odio para mí incomprensible, ya que a mi juicio constituyen un magnífico grupo, que han estado tratando de construir una atmósfera universitaria similar a la de las universidades norteamericanas. Esta conducta del gobierno,  a mi juicio, va a retrasar seriamente el desarrollo del país, por muchas razones, entre las que se encuentra el hecho de que muchos de los mejores profesores se van a ir del país.
Warren Ambrose

## Conmemoración de los 50 años
En julio de 2016, con el objetivo de mantener vivo el recuerdo y motivar la reflexión, se realizaron las Jornadas “A cincuenta años de la noche de los bastones largos”, en conmemoración del medio siglo de sufridos estos acontecimientos. Fue el 28 y 29 de julio de 2016 y el evento fue organizado por el Programa de Historia y Memoria de la Universidad de Buenos Aires y el Programa de Historia de la Facultad de Ciencias Exactas y Naturales.
Se expusieron aproximadamente 30 relatos que, en distintas versiones, explicaban lo sucedido en la Noche de los Bastones Largos. Lo interesante de las jornadas es la conversación que se generó entre los estudiosos sobre los hechos de aquella noche y varios protagonistas de ese episodio convocados por la Universidad de Buenos Aires.

"El Programa de Historia y Memoria tiene un doble objetivo, el de fomentar los estudios de nuestra historia, con el rigor que eso significa, pero al mismo tiempo mantener la memoria, y aquí entran en juego los recuerdos personales, las emociones (...). Rescato la riqueza de los debates surgidos en el diálogo entre los protagonistas y los investigadores"
Pablo Buchbinder, coordinador del Programa de Historia y Memoria de la Universidad de Buenos Aires